# Gereshk
Gereshk är en distriktshuvudort i Afghanistan. Den ligger i distriktet Nahr-e Saraj och provinsen Helmand, i den centrala delen av landet, 500 kilometer sydväst om huvudstaden Kabul. Gereshk ligger 830 meter över havet och antalet invånare är 43 588.